# Машина часу (фільм, 2002)
«Маши́на ча́су» (англ. The Time Machine) — американський фантастичний фільм 2002 року виробництва США, адаптація однойменного фільму 1960 року за сценарієм Девіда Дункана і романом (1895) Герберта Велза з тією ж назвою. Виконавчий продюсер — Арнольд Лейбовіт, режисер — Саймон Велз, правнук оригінального автора. В фільмі знімалися — Гай Пірс, Джеремі Айронс, Орландо Джонс, Саманта Мамба, Марк Едді, Сієнна Гіллорі і Філліда Ло з Аланом Янгом у ролі камео, який також з'являвся в екранізації 1960 року.
Сюжет фільму 2002 року відбувається в Нью-Йорку замість Лондона і містить нові елементи історії, яка відсутня в оригінальному романі, в тому числі романтичну передісторію, новий сценарій руйнування цивілізації і кілька нових персонажів, таких як інтелектуальна голограма (Орландо Джонс) і лідер морлоків (Джеремі Айронс).
«Машина часу» була номінована на премію Американської кіноакадемії за найкращий грим у 2003 році, але програла «Фріді».

## Сюжет
Олександр Гартдеген — молодий науковець, який живе в Нью-Йорку кінця XIX століття і викладає в Колумбійському університеті теоретичну механіку. Одного дня Олександр призначає своїй коханій, Еммі, побачення, на якому планує зробити їй пропозицію одруження. Йдучи на ковзанку в Центральний парк для зустрічі зі своєю нареченою, він зупиняється купити квіти, але забуває про це, зацікавившись одним з перших автомобілів, зустрінутим на вулиці.
Прогулюючись у парку з Еммою, Олександр робить їй пропозицію і дарує обручку. Але в цей момент на них нападає грабіжник з пістолетом, вимагаючи в Олександра рукавички і кишеньковий годинник. Побачивши ще й обручку на пальці в Емми, грабіжник намагається забрати його. Олександр спочатку намагався вирішити справу мирно, але марно. Під час боротьби відбувається випадковий постріл, що смертельно ранить Емму, незабаром вона помирає на руках у Олександра.
Пригнічений цим Олександр чотири роки проводить у лабораторії і створює машину часу, за допомогою якої має намір повернутися в минуле і врятувати Емму. Коли вчений, перемістившись на чотири роки назад, знову приходить на те саме місце, він намагається завадити нападу грабіжника й веде Емму на вулицю. Але коли він ненадовго залишає її, щоб купити квіти, Емма знову гине — цього разу потрапивши під карету, не помітивши її через той автомобіль, яким колись зацікавився Олександр.
Після безлічі повернень у минуле, в той самий вечір побачення з Еммою, і стільки ж спроб врятувати її від смерті, Олександр переконується: смерть неминуча і Емма все так само буде гинути різними способами. Тоді Олександр Гартдеген задається питанням: якщо не можна змінити минуле, чи можна змінити майбутнє? Аби з'ясувати це, він вирушає на машині часу в майбутнє та спостерігає як світ навколо змінюється.
Свою першу зупинку Олександр робить 24 травня 2030 року. Там він дізнається, що в прогресивному майбутньому людство планує побудувати свою першу колонію на Місяці, провівши серію термоядерних вибухів на його поверхні для створення підземних тунелів. Щоб отримати відповідь на своє питання, Олександр відвідує музей і розмовляє з голографічним інтерфейсом комп'ютера Вокса (англ. Vox), що є гідом по базі знань людства. Науковець з прикрістю з'ясовує, що люди XXI століття не тільки не вміють подорожувати в часі, але й не допускають такої можливості, а відносять її лише до наукової фантастики (серед найвідоміших авторів цієї творчості Олександр навіть знаходить себе й довідується, що зник з минулого безвісти).
Олександр вирішує продовжити подорож у майбутнє, але за пару секунд відчуває якусь катастрофу. Він вирішує зупинитися, вже 26 серпня 2037 року. Він бачить Нью-Йоркську вулицю і людей, які тікають до підземних сховищ. Олександр встигає дізнатися, що через термоядерні вибухи при будівництві місячної колонії, супутник Землі сходить з орбіти й розколюється на частини. Починається землетрус, Олександр встигає сісти в машину часу й запустити її. Але через землетрус він ударяється головою, непритомніє і випадково поміщає важіль управління в максимальне положення. Машина на повному ходу вирушає далі в майбутнє.
Олександр лише на мить приходить до тями, щоб зупинити машину, коли циферблат показує вже 16 липня 802 701 року, а після знову непритомніє. Його виявляють і виходжують місцеві жителі, далекі нащадки людства, швидше афроамериканці чи індіанці, ніж англосакси.
Місцева дівчина Мара звертається до Олександра англійською мовою, яку називає «мовою могил». Її раса, елої, живуть в хатинах, що приліпилися, подібно ластівчиним гніздам, до обривів ущелини, і займаються полюванням і рибальством (на офіційному сайті фільму вказується, що «обриви» над океаном, на яких елої побудували свої будинки, є зарослими хмарочосами стародавнього міста). Мара показує Олександру залишки колишньої цивілізації.
Раптово на людей нападають морлоки — потворні мавпоподібні істоти, що полюють на елоїв. Люди воліють зовсім не помічати їх існування до того моменту, поки морлоки не починають забивати їх як худобу. Ті ж, кому цього разу пощастило, — продовжують і далі жити, ніби нічого особливого не сталося.
Згодом Морлоки викрадають Мару. Намагаючись з'ясувати її можливе місцезнаходження, Олександр знаходить підземелля, де виявляє Вокса, який, побачивши Олександра, розуміє, що все, що він говорив у свій час про машину часу, — правда. Комп'ютер зберігає в пам'яті події всіх минулих тисячоліть і припускає, що в ході еволюції люди розділилися на два види. Нащадки тих, хто лишився у підземних сховищах, стали морлоками, а жителі поверхні — елоями.
За допомогою Вокса Олександр потрапляє в підземне царство морлоків. Його беруть у полон і відводять в зал, де в клітці сидить Мара. Там він зустрічається з лідером морлоків, який розповідає Олександру про те, що морлоки є кастовим суспільством, подібно до мурах. Правлячою кастою є високоінтелектуальні телепати, кожен з яких править своїм кланом. Лідер морлоків виправдовує канібалізм тим, що це спосіб виживання, зумовлений законами природи.
Користуючись своїми телепатичними здібностями, Головний Морлок дізнається про Емму та машину часу. Він пояснює Олександру, чому той ніяк не міг врятувати Емму: тільки завдяки її смерті він створив машину часу, а врятуй він її, у нього не було б причин створювати пристрій.
Тим часом машину часу Олександра морлоки забрали в своє підземелля для обстеження. Головний Морлок пропонує Олександру вирушити назад в XIX століття, бо долю не змінити. Але Олександр не вірить йому і в останню мить запуску машини хапає Головного Морлока за руку. Спалахує бійка, в результаті якої Головний Морлок випадає за межі сфери дії машини часу і за кілька секунд старіє й розкладається, залишаючи на шиї Олександра руки.
Олександр зупиняє машину в 635 427 810 році і бачить навколо хмарну пустельну місцевість, забудовану вежами морлоків, і групи скутих ланцюгами елоїв, ведених морлоками на забій. Олександр задумує повернутися аби врятувати Мару. Звільнивши її, він заклинює механізм машини часу. В результаті вона вибухає, руйнуючи всі підземні поселення морлоків в околиці, а Олександр з Марою встигають вискочити з підземелля. Здалеку він та елої спостерігають як на місці підземель виникає кратер, якого не було в майбутньому. Це переконує мандрівника в часі, що історія зміниться.
Оскільки машини часу більше немає, Олександр починає жити з Марою і, користуючись знаннями комп'ютера Вокса, вчить їх як відновлювати цивілізацію. Вокс читає по пам'яті елоям твори літератури, а Олександр приводить Мару на ту галявину, де стояла машина часу і де 800 тисяч років тому була його лабораторія. В минулому на тому ж місці друг Олександра Девід Філбі розмовляє з літньою домогосподаркою Олександра, місіс Вотчет. Вони не знають куди зник Олександр, але Девід вірить, що той знайшов своє щастя.

## Ролі
- Гай Пірс — доктор Олександр Гартдеген, професор прикладної механіки й інженерії в Колумбійському університеті. Він дбає про місіс Вотчіт і допомагає молодому клерку Ейнштейна.
- Саманта Мамба — Мара, молода жінка Елоїв, хто розмовляє англійською і вилікувала Олександра
- Марк Едді — Девід Філбі, хороший друг Олександра і консервативний колега.
- Сієнна Гіллорі — Емма, кохана Олександра в 1899 році.
- Філліда Ло — місіс Вотчіт, ключниця Олександра в Нью-Йорку.
- Алан Янг — працівник квіткового магазина
- Орландо Джонс — Вокс 114, голографічний штучний інтелектуальний бібліотекар в публічній бібліотеці Нью-Йорка в 2030 році
- Джеремі Айронс — Головний Морлок
- Омеро Мамба — Кейлен, молодший брат Мари
- Янсі Аріас — Торен
- Лаура Кірк — продавець квітів
- Джош Стамберг — автомобіліст
- Петро Каріка — тренер
- Джон Момров — водій екіпажу на П'ятій авеню
- Макс Бейкер — грабіжник, який вбиває Ему
- Джеффрі Мейер — водій екіпажу Центрального парку

## Виробництво
Фільм став продуктом спільного виробництва компаній DreamWorks і Warner Bros. спільно з Arnold Leibovit Entertainment, хто отримав права на нову екранізацію оригінальної Машини часу (1960) Джорджа Пала.
Режисер Саймон Велз є правнуком Герберта Велза, автора книги, на якій ґрунтується цей фільм. Ідея Саймона Велза, щоб включити лінзи Френеля для машини, походила з того, що мандрівник часу в книзі згадується як професор фізичної оптики. В кількох кадрах в будинку Олександра можна помітити фотографію Герберта Велза.
Дія фільму розгортається 18 січня 1899 року, 3 лютого 1903-го, 24 травня 2030, 26 серпня 2037, у липні 802 701, в 635 427 810 і 10 лютого 1903. Вокс був задуманий спочатку як робот. Проте паралельно Стівен Спілберг працював над х/ф «Штучний розум» (2001), і тому художник-постановник Олівер Шолл придумав ідею голограми. Номер ліцензії Вокса — 114: число, яке Стенлі Кубрик використовує в багатьох фільмах. Коли Олександр вперше зустрічається з Воксом, він запитує його про книги з подорожей в часу, і однією із запропонованих виявляється «Машина часу» Герберта Велза. Також Вокс згадує оригінальну кінострічку «Машина часу» (1960).
Спочатку планувалося випустити фільм у грудні 2001 року, але терміни перенесли до березня 2002-го через сцену з падінням уламків Місяця на Нью-Йорк. Творці фільму переймалися тим, що сцена буде нагадувати про болісні спогади терактів 11 вересня 2001 року на Всесвітній торговий центр.
Мову елоїв створив Джон Логан, співпродюсер і письменник.
Трейлер фільму використовує музику з х/ф «Зоряна брама» (1994) і т/с «Зоряна Брама: ЗБ-1» (1997).

### Зйомки
Вступна сцена знімалася в Вассарському коледжі восени 2000 року. Студенти в сцені є дійсними студентами, професори — реальними професорами. Кілька додаткових сцен були зняті, але не ввійшли в фільм. Одна сцена з Гаєм Пірсом видалена, коли десять вассарських студентів ходили навколо університетського містечка в передній частині бібліотеки. Сцену можна подивитися на DVD.
Сама машина часу на той момент була найбільшим і найдорожчим предметом, спеціально виготовленим для зйомок фільму.
Гай Пірс зламав ребро під час зйомок, коли боровся з морлоком. Пірс виконав більшу частину трюків сам, а іноді і ображався, коли йому не дозволяли цього робити. Акторська гра Гая Пірса була настільки впевнена і стабільна, що при необхідності звук з одного дубля міг бути накладений на картинку з іншого, і при цьому вони ідеально збігалися. Після того як режисер Герберт Велз змушений був перервати роботу над проектом через крайню перевтому, замінити його на 18 днів зйомок спеціально запросили Гора Вербінські. Саймон Велз повернувся до своїх обов'язків на стадії пост-продакшну.
Саманта Мумба (Мара) і Омера Мумба (Кален) є братом і сестрою в реальному житті. Для Саманти Мумби її роль стала кінодебютом.Джеремі Айронс (головний морлок) раніше грав Герберта Велза в фільмі «Час від часу» (1992). Алан Янг, який грав роль Філбі в фільмі 1960 року, з'являється в камео в ролі власника квіткового магазину. Сцени з Філіпом Боско в ролі Діна були вирізані в остаточному варіанті. Проте його можна побачити в трейлері фільму.
Коли Олександр починає подорожувати в майбутнє, він спостерігає за трьома манекенами у вітрині магазину, і як їх одяг змінюється з часом. У фільмі «Машина часу» (1960) мандрівник у часі Джордж спостерігає також зміну одягу манекена під час своєї подорожі.
Книга, яку Вокс читає дітям-елоям в кінці фільму — «Пригоди Тома Сойєра», написана Марком Твеном і вперше опублікована в 1876 році.

### Спецефекти
Морлоки (в романі людиноподібні істоти, схожі на мавп чи лемурів) були зображені за допомогою акторів у костюмах, одягнених в аніматронні маски. Для сцен, в яких вони працюють рачки швидше, ніж можуть люди, Industrial Light & Magic створила комп'ютерні версії істот. Звук реву морлоків насправді бичачий.
Сам процес подорожей в часі повністю створений комп'ютером.

### Звукова доріжка
Партитура написана Клаусом Бадельтом.

### Неточності
На початку фільму, події якого розгортаються в 1899 році, Алекс говорить з Філбі про його листування з клерком Альбертом Ейнштейном. Проте Ейнштейн на той час іще вчився в школі і не ставав клерком до 1902 року.
У часи елоїв на руїнах бібліотеки досі чітко видно написи. Насправді такі різьблені фігурки були б знищені максимум після декількох сотень або, в кращому випадку, кілька тисяч років.
Один з кишенькових годинників у колекції Олександра насправді швейцарського дизайну, який був створений близько 1920 року, і, таким чином, його просто не могло існувати в 1899 році.
Кількість геологічних змін, які відбуваються у фільмі за 800 тис. років, занадто велика. Зледеніння та формування долини, які показані в фільмі, будуть відбуватися протягом мільйонів років, а не сотень тисяч.

## Критика
Фільм отримав середню оцінку в 42 бали зі 100 на агрегаторі Metacritic. На Rotten Tomatoes оцінка складає 29 %, ґрунтуючись на 152 відгуках критиків.